# Rifargia haitia
Rifargia haitia är en fjärilsart som beskrevs av William Schaus 1928. Rifargia haitia ingår i släktet Rifargia och familjen tandspinnare. Inga underarter finns listade.